# Empoasca revoluta
Empoasca revoluta är en insektsart som beskrevs av Rowland Southern 1982. Empoasca revoluta ingår i släktet Empoasca och familjen dvärgstritar. Inga underarter finns listade i Catalogue of Life.